# 마르사실로크

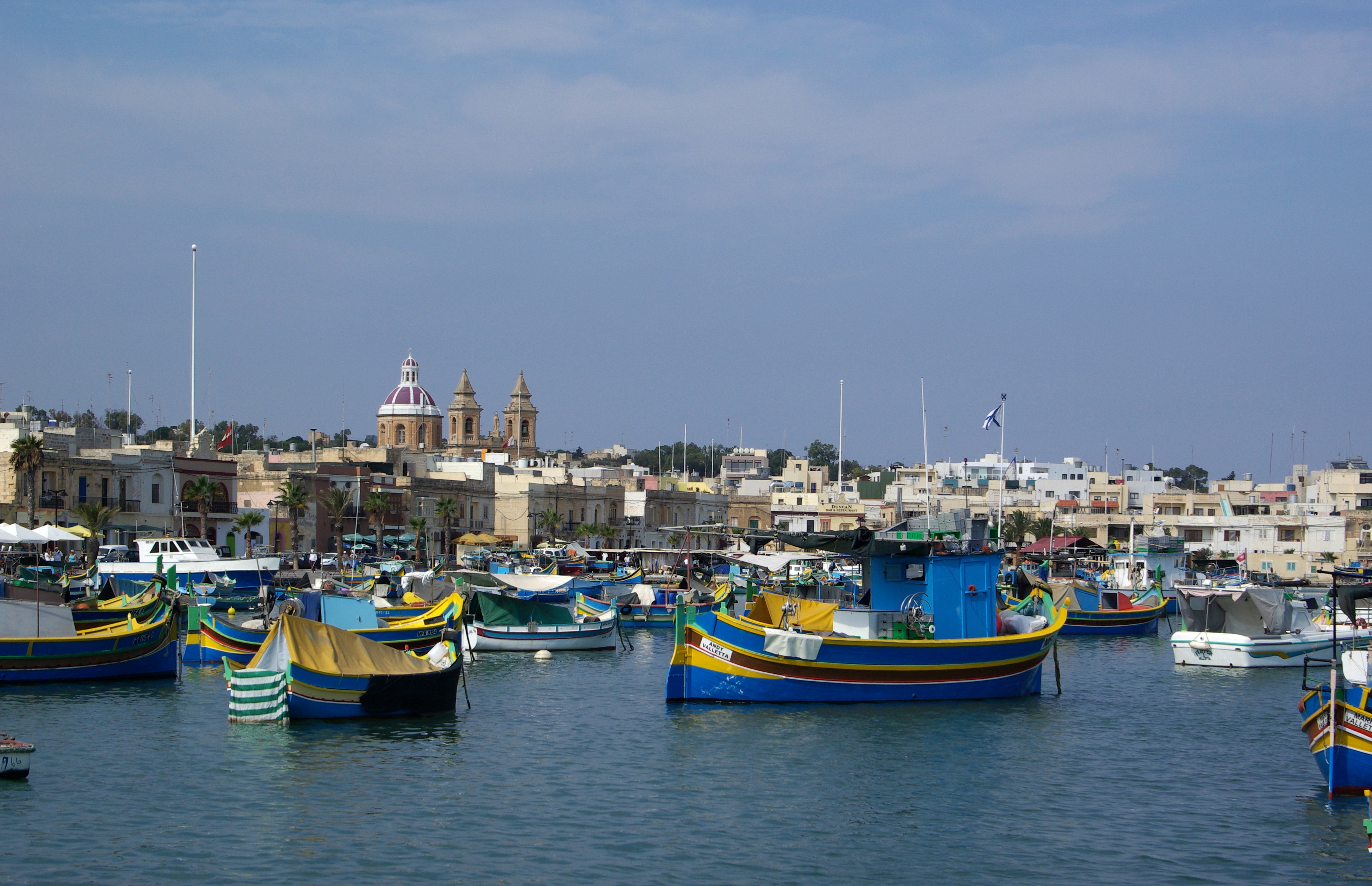
마르사실로크 항의 모습

마르사실로크의 위치

마르사실로크(몰타어: Marsaxlokk)는 몰타 남동부에 위치한 항구 도시로 면적은 4.7km2, 인구는 3,277명(2008년 12월 기준), 인구 밀도는 690명/km2이다. 도시 이름은 몰타어로 "남동쪽에 위치한 항만"을 뜻한다.

시기
시 문장